# Брижі (хвилі)

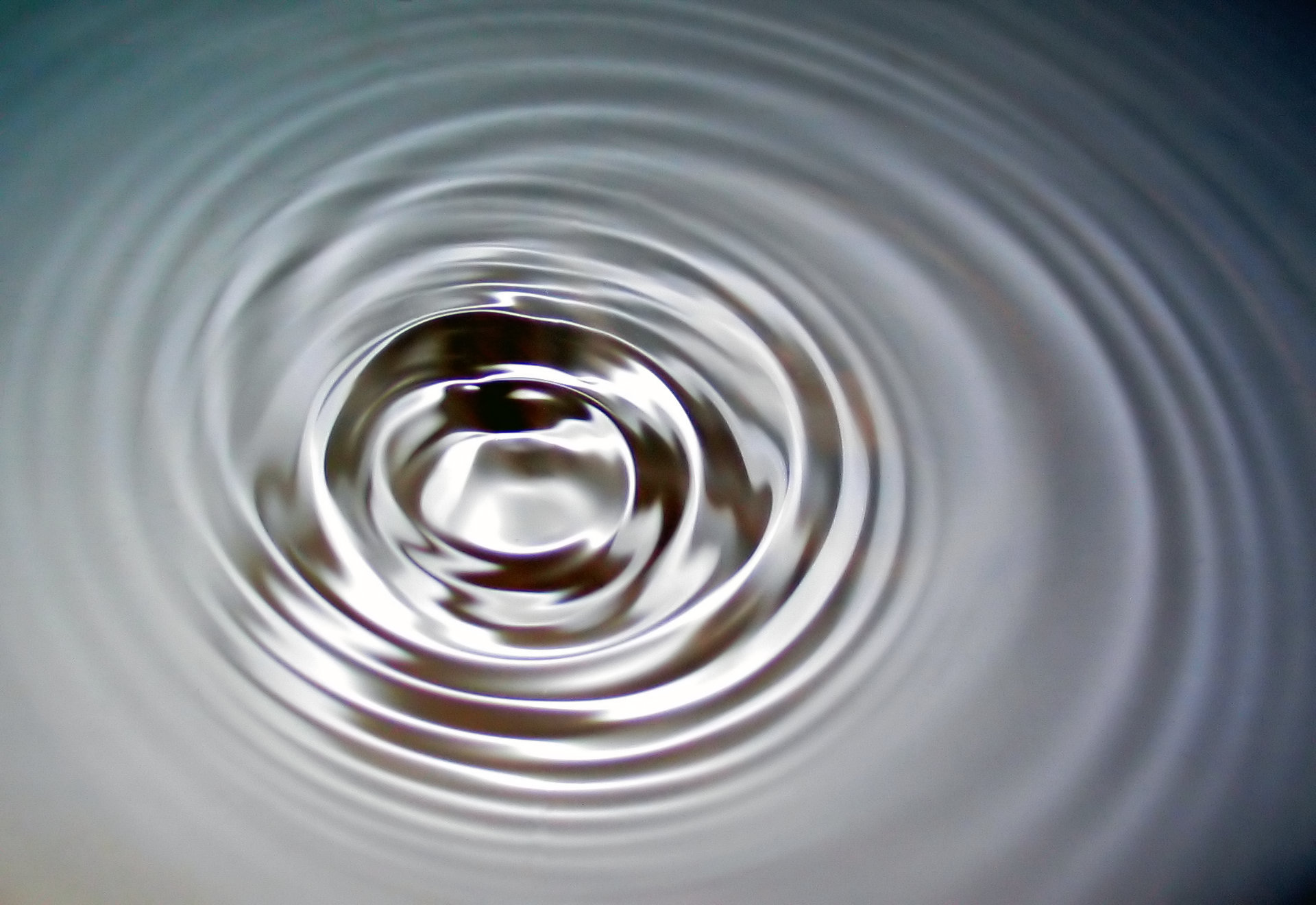
Брижі на поверхні води.

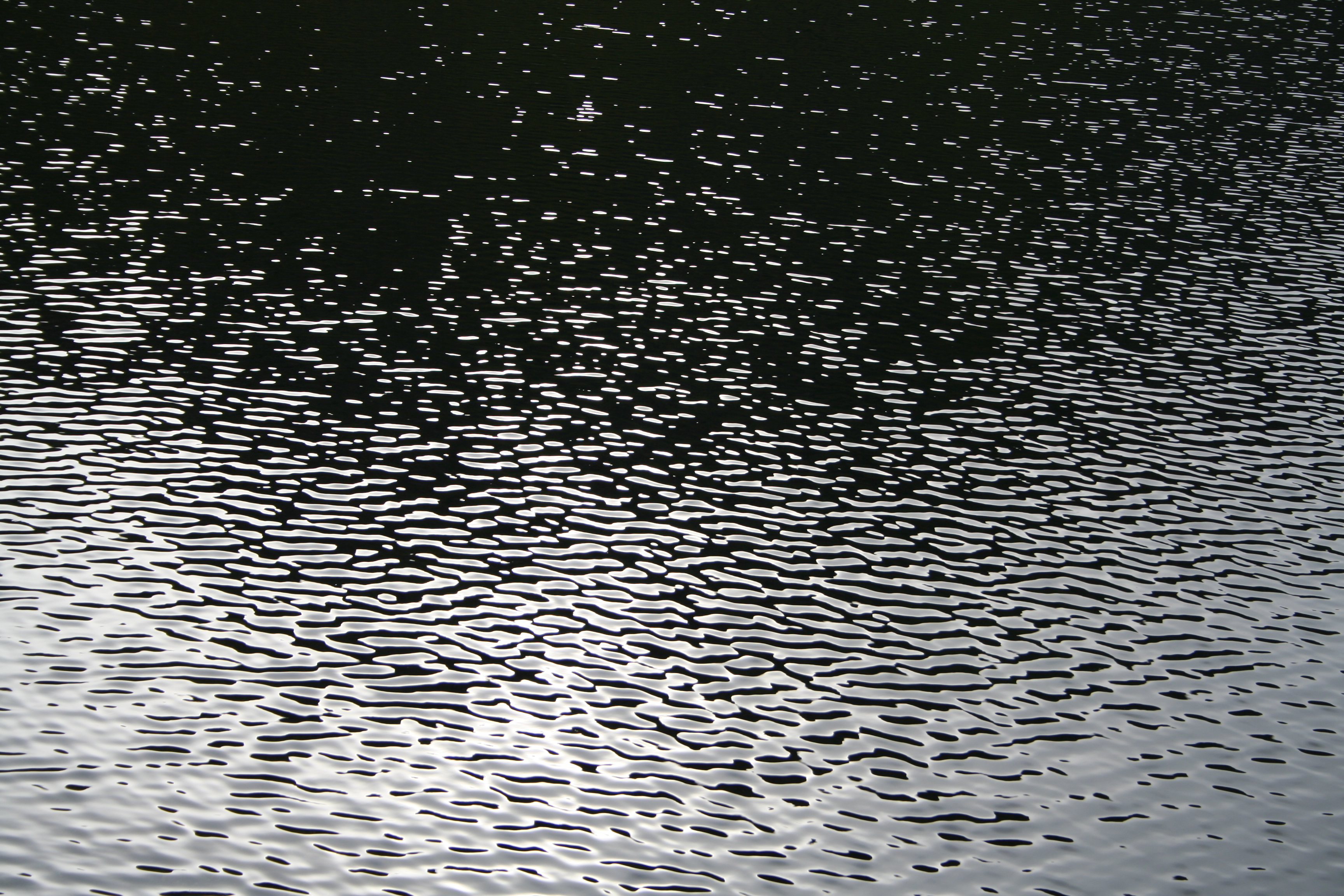
Брижі в Ліфйорді, Норвегія

Брижі — дрібні хвилі на злегка сколиханій поверхні води.

## Загальний опис
Брижі — дрібні хвилі на злегка сколиханій поверхні води — поширені в природі. Довжина хвилі таких хвиль на воді зазвичай становить менше кількох сантиметрів, а фазова швидкість перевищує 0,2–0,3 метра/секунду.
Більша довжина хвилі на поверхні розділу рідини призведе до появи гравітаційно-капілярних хвиль, на які впливають поверхневий натяг і сила тяжіння, а також інерція рідини. Звичайні гравітаційні хвилі мають ще більшу довжину хвилі.
Коли вони створюються легким вітром у відкритій воді, їх морська назва — "хвилі котячої лапи". Легкий вітерець, який збурює такі дрібні брижі, також іноді називають котячими лапками. У відкритому океані набагато більші поверхневі хвилі океану (моря) можуть виникнути в результаті злиття менших хвиль, спричинених вітром.